# زنو (زبان برنامه‌نویسی)
زنو (به افتخار زنون الئایی، فیلسوف پیشاسقراطی یونان باستان) یک زبان برنامه‌نویسی دستوری و رویه‌ای است که برای یادگیری آسان و کاربرسند بودن طراحی شد. زنو جامع است؛ به این معنی که حاوی بسیاری از عناصر ضروری دیگر زبان هاست که برای توسعه کاربردهای حقیقی استفاده شده‌اند.

مفسر زنو برای استفاده در ویندوز ۹۵ و سیستم عامل‌های مایکروسافت بعد از آن، طراحی شده‌است. ابزارهای اشکال زدایی، ویرایشگر کد مبداء و یک مرجع زبان برخط داخل مفسر تعبیه شده‌است.

زنو توسط استفن آر اشمیت (به انگلیسی: Stephen R. Schmitt) ایجاد شده و بوسیلهٔ سیستم‌های مبتدی حفظ شده‌است.

## مثال:غربال اراتوستن
```
 const N : int := 5000
 var a : array[N] of boolean

 program

    var i, j : int 

    init_a                          % initialize array

    for i := 2...floor ( N/2 ) do
        for j := 2...floor ( N/i ) do
            a[i*j] := false         % mark as not prime
        end for
    end for
    j := 0
    for i := 2...N do               % output results
        if a[i] then                % is prime
            put i : 6 ...
            incr j
            if (j mod 5) = 0 then   % start new line
                put ""
            end if
        end if
    end for

 end program

 % initialize the array
 procedure init_a

    var i : int
    for i := 1...N do
        a[i] := true
    end for

 end procedure

```

خروجی نمونه
```

     2     3     5     7    11 
    13    17    19    23    29 
    31    37    41    43    47 
    53    59    61    67    71 
    73    79    83    89    97 
   101   103   107   109   113

```